# Konrad Kleinknecht
Konrad Kleinknecht (* 23. April 1940 in Ravensburg) ist ein deutscher Physiker.

## Leben und Werk
Kleinknecht studierte von 1958 bis 1963 Physik an den Universitäten München und Heidelberg. 1966 wurde er in Heidelberg zum Dr. rer. nat. promoviert. Anschließend war er bis 1969 wissenschaftlicher Angestellter am CERN in Genf, dann bis 1972 wissenschaftlicher Assistent an der Universität Heidelberg, wo er sich 1971 habilitierte. 1972 wurde er auf einen Lehrstuhl an der Universität Dortmund berufen, wo er die Fachrichtung Teilchenphysik aufbaute und Dekan, Prodekan sowie Institutsleiter wurde. 1985 wechselte er an die Universität Mainz. Von 1989 bis 1992 war er Vorsitzender des Fachverbandes Teilchenphysik der Deutschen Physikalischen Gesellschaft (DPG) und 1997 bis 1999 Vorstandsmitglied der DPG. Von 2000 bis 2008 beriet er den Vorstand der DPG als Beauftragter für den Klimaschutz.
Kleinknecht arbeitet auf dem Gebiet der experimentellen Elementarteilchenphysik, besonders zur Schwachen Wechselwirkung, zur Neutrinophysik und zur Verletzung der Materie-Antimaterie-Symmetrie. Durch Entwicklungen auf dem Gebiet der Teilchendetektoren gelangen ihm Präzisionsexperimente, insbesondere zur Verletzung der CP-Symmetrie im System neutraler Kaonen. 1988 konnte die NA31 Kollaboration am CERN, deren Mitglied er war, unter Leitung von Heinrich Wahl erste Anzeichen für direkte CP-Verletzung bei Kaonen liefern.
Konrad Kleinknecht ist Gründungsvorsitzender der Heisenberg-Gesellschaft, die 2012 ins Leben gerufen wurde.

## Auszeichnungen
- 1984 Neutrino-Medaille der Eötvös-Society (Ungarische physikalische Gesellschaft)
- 1990 Gottfried-Wilhelm-Leibniz-Preis (Deutsche Forschungsgemeinschaft)
- 2001 Gentner-Kastler-Preis (Société française de physique und Deutsche Physikalische Gesellschaft)
- 2005 High Energy and Particle Physics prize (European Physical Society) als Mitglied der NA31 Kollaboration *
- 2008 Stern-Gerlach-Medaille (Deutsche Physikalische Gesellschaft)

## Veröffentlichungen
Kleinknecht publizierte mehr als 500 wissenschaftliche Arbeiten und teilweise Sachbücher, darunter
- Interferenz zwischen den {\displaystyle \pi ^{+}\pi ^{-}}-Zerfällen der KS und KL-Mesonen und die KS-KL-Massendifferenz. Dissertation, Heidelberg 1966
- Detektoren für Teilchenstrahlung. Teubner Verlag, Stuttgart 1984, ISBN 978-3-519-03058-4, 4. Auflage: Teubner, Wiesbaden 2005, ISBN 3-8351-0058-0
- Detectors for Particle Radiation. Cambridge University Press, Cambridge 1998, 2nd edition
- K. Kleinknecht und T. D. Lee (Hrsg.): Particles and Detectors. Festschrift für Jack Steinberger. Springer, Berlin [u. a.] 1986 (= Springer tracts in modern physics, Band 108), ISBN 3-540-16265-8.
- Uncovering CP Violation. Experimental Clarification in the Neutral K Meson and B Meson Systems. Springer, Berlin [u. a.] 2003 (= Springer Tracts in Modern Physics, Band 195), ISBN  	978-3-540-40333-3.
- Wer im Treibhaus sitzt. Piper Verlag München, 2007, ISBN 978-3-492-05011-1
- Quanten, Herausgeber Konrad Kleinknecht, Schriften der Heisenberg-Gesellschaft, Hirzel Verlag Stuttgart, Erstausgabe 2013, Folgebände in den nachfolgenden Jahren ebenfalls im Hirzel Verlag.
- Risiko Energiewende : Wege aus der Sackgasse, Springer Spektrum Verlag, 2015, ISBN 978-3-662-46887-6.
- Einstein und Heisenberg, Begründer der modernen Physik, Kohlhammer Verlag Stuttgart 2017
- Einstein and Heisenberg, The Controversy over Quantum Physics, Springer Nature Publ., 2019, ISBN 978-3-030-05264-5
- Werner Heisenberg - Ordnung der Wirklichkeit, Herausgeber Konrad Kleinknecht, Springer Spektrum Verlag, 2019, ISBN 978-3-662-59529-9
- Werner Heisenberg - Reality and its Order, Konrad Kleinknecht (ed.), Springer Nature Publ., 2019, ISBN 978-3-030-25696-8
- Einstein et Heisenberg, la controverse quantique, 2020